# Kostas Katsouranis
Konstantinos "Kostas" Katsouranis (în greacă Κωνσταντίνος "Κώστας" Κατσουράνης; n. 21 iunie 1979) este un fotbalist grec retras din activitate care a jucat ultima dată pentru Atromitos în Superliga Greciei. A fost internațional cu echipa națională de fotbal a Greciei.
Katsouranis a reprezentat Grecia la trei Campionate Europene și la două Campionate Mondiale de Fotbal.

## Titluri

### Echipe
Grecia
- Campionatul European de Fotbal: 2004

Benfica
- Taça da Liga: 2008–09

Panathinaikos
- Superliga Greacă: 2009–10
- Cupa Greciei: 2009–10

### Individual
- Fotbalistul Primei Ligi Elene: 2004–05
- Fotbalistul anului al echipei SL Benfica: 2008[1]

## Legături externe
- pt  Kostas Katsouranis Arhivat în 29 septembrie 2011, la Wayback Machine. on S.L. Benfica's website
- en  *Katsouranis PortuGOAL profile Arhivat în 18 mai 2013, la Wayback Machine.
- Kostas Katsouranis la FootballDatabase.com